# Futur antérieur (X-Men)
Ne doit pas être confondu avec Days of Future Passed.
Futur antérieur (Days of Future Past en VO) est une histoire de bande dessinée en deux épisodes (« Days of Future Past » et « Mind out of Time! ») parue dans les numéros 141 et 142 de la série de comic book Uncanny X-Men de l’éditeur Marvel Comics, publiés en janvier–février 1981.
Scénarisée par Chris Claremont et dessinée par John Byrne, c'est l'une des histoires les plus populaires de la saga X-Men, revisitée plusieurs fois notamment dans le film X-Men: Days of Future Past (2014) de Bryan Singer.
L’histoire fait partie des événements majeurs de l'univers Marvel et a été classée en 2001 par les fans de la série comme la 25e meilleure histoire des bandes-dessinées publiées par Marvel Comics.

## Historique de la publication
L'histoire Days of Future Past correspond à la fin du duo formé par le scénariste Chris Claremont et le dessinateur John Byrne à la tête de la série X-Men, leur collaboration ayant engendré le renouveau et le succès de la franchise à la fin des années 1970 jusqu'au début des années 1980.
À la suite de désaccords de plus en plus nombreux avec Claremont et une envie d’écrire ses propres histoire, John Byrne quitte la série à l’issue d’Uncanny X-Men #143. Cet épisode représente le dernier grand moment du dessinateur canadien dans cette série.
En France, l'épisode Futur Antérieur (premier titre français de « Days of Future Past ») est publié dans le magazine Spécial Strange no 35 des éditions Lug en mars 1984  (ISSN 0395-3688) ; l'épisode « Quelle ère est-il ? » (premier titre français de « Mind out of Time! ») est publié dans Spécial Strange no 36 en juin 1984.

## Contexte de la sérieX-Menà cette période
L'histoire de Days of future Past prend place dans un moment fluctuant pour l'équipe des X-Men. Après la mort de Jean Grey, ce qui a conduit au départ de Scott Summers (Cyclope), le leader de l'équipe, les X-Men cherchent un nouvel équilibre.
Le personnage de Tornade, qui succède à Cyclope en tant que leader, fait là ses premiers pas et, comme le remarquera Wolverine a des méthodes bien différentes de celles de Summers. Dans le même temps, la jeune Kitty Pride (nommée à l'époque « Étincelle » en VF) qui vient tout juste d'arriver dans l’équipe, apprend à peine à maîtriser ses pouvoirs, se cherchant une place dans ce nouvel environnement. Enfin, à cette époque, Diablo doit faire face une énigme en la personne de Mystique (un personnage transfuge de la série Miss Marvel qui devient à partir de cette période une ennemie historique des X-Men), qui semble connaître le mutant à la peau bleue.

## Résumé
Le récit joue sur deux époques de l'univers Marvel qui s’entrecroisent constamment, celle des X-Men de 1980 dans la réalité standard Marvel (la Terre-616), et les survivants d'un avenir hypothétique situé en 2013 (sur la Terre-811).
En 2013, dans un avenir d'une réalité alternative dystopique, après l'assassinat du sénateur américain Robert Kelly (en) sur fond de haine anti-mutante, le gouvernement des États-Unis a réactivé les robots chasseurs de mutants, les Sentinelles, qui ont finalement pris le pouvoir dans le pays.
Traquant les mutants ainsi que les héros et les vilains non mutants pour les capturer, les Sentinelles placent les survivants dans un camp d’internement à New York, dans le Bronx, neutralisant leurs super-pouvoirs par la pose de colliers inhibiteurs. Après avoir conquis les États-Unis et tué la majorité des mutants (notamment Charles Xavier, le fondateur des X-Men) et les autres créatures surhumaines qui y vivent, les Sentinelles se tournent à présent vers le reste du monde, projetant d'envahir le Canada. Les autres pays, conscients du plan des Sentinelles, s’apprêtent à utiliser leurs armes nucléaires contre eux en cas d'attaque.
À la veille d'un holocauste nucléaire plus que probable, les quelques X-Men encore vivants en 2013 sont Katherine Pryde (nommée dans cette réalité « Kate » Pryde), Magnéto (maintenant âgé, paraplégique et en chaine roulante), Tornade, Colossus et Wolverine (ce dernier étant le seul mutant encore en liberté, menant la résistance au Canada ; il ne peut pas utiliser ses pouvoirs sous peine d'être détecté par les Sentinelles), aidés de Franklin Richards et de son épouse. Grâce à l’épouse de Franklin (Rachel Summers), une télépathe, l'esprit de Kate Pryde est envoyé dans le passé, en 1980, afin de posséder le corps de son plus jeune être (Kitty Pryde) et, ainsi, prévenir ses coéquipiers X-Men de cette époque de l'événement crucial qui va arriver dans l'histoire homme-mutants : l'assassinat du sénateur Kelly par Mystique et son équipe tout juste reformée de la Confrérie des mauvais mutants. La mort de Kelly est en effet le point de départ d’une réaction en chaîne qui mènera à l’éradication des mutants.
Faisant équipe avec ses coéquipiers X-Men de 1980, Kate Pryde obtient leur aide et réussit finalement sa mission. Par la suite, son esprit retourne à son époque d'origine en 2013 et réintègre son corps, alors que l'esprit de son alter ego de 1980 est restauré sans aucun souvenir de l’évènement.
Le monde de 2013 n'apparaît ensuite plus dans cette histoire ; les X-Men de 1980 sont donc laissés dans l'expectative, ne sachant pas si leur futur dystopique a été évité ou simplement retardé. Toutefois, au cours de l'histoire et pendant la mission de Kate Pryde dans le passé, on voit les survivants de 2013 se faire tous progressivement tuer après avoir tenté de s'enfuir de leur prison, mais le récit ne stipule pas si la réussite de la mission de Kate a changé cette version du futur.

## Suite
Une première suite nommée Days of Future Present est publiée en 1990 dans quatre revues : Fantastic Four Annual #23 (épisode « When Franklin comes marchin' home… ») ; The New Mutants Annual #6 (épisode « The Once and Future Mutant ») ; X-Factor Annual #5 (épisodes « Act of Faith » et « Tribute the First ») ; The Uncanny X-Men Annual #14 (épisodes « You Must Remember This » et « The Fundamental Things »).
La série est publiée sous une forme intégrale en 1991  (ISBN 0-87135-739-9) et traduite en français sous le titre Rescapé du futur (Semic, 1994).
Une autre suite, intitulée X-Men: Years of future past (scénarisée par Marguerite Bennett (en), dessinée par Mike Norton, en 5 tomes)  (ISSN 2692-0662) est publiée d'août à novembre 2015 durant l’évènement Marvel Secret Wars.

## Parutions en recueils
En anglais
- Days of Future Past (trademark paperback)  (ISBN 0-7851-1560-9) : X-Men #138–141, The Uncanny X-Men #142–143 et X-Men Annual #4
- Days of Future Past (graphic novel)  (ISBN 0-87135-582-5) : X-Men #141 et The Uncanny X-Men #142
- Essential X-Men (vol. 2)  (ISBN 0-7851-0298-1) : X-Men #120–141 et The Uncanny X-Men #142–144

En français
- épisodes « Où sont les futurs d'antan ? » (« Days of Future Past ») et « Le Pont de la rivière temps » (« Mind out of Time! »), publiés dans le recueil X-Men : l'intégrale 1981, éditions Panini, 2020[6].

## Accueil
En 2014, dans sa critique de l'histoire sur le site dailymars.net, Jérôme Tournadre indique notamment : 

« [...] Days of Future Past marqua également le lecteur parce qu’il nous montre pour la première fois le cauchemar de Xavier et des X-Men. [...] En jouant sur l’idée d’un futur apocalyptique, Claremont et Byrne mirent un visage sur une menace qui pèse constamment sur la série. Si on sait maintenant ce qui pourrait arriver, alors on craint davantage ce qui arrive aux personnages.
Au delà de l’histoire, Days of Future Past est également un nouvel exemple de la synergie entre Claremont et Byrne et de leur capacité à livrer un récit passionnant et formellement parfait. L’histoire est savamment rythmée entre les deux époques, relançant à chaque fois l’intérêt pour la suite, Claremont et Byrne arriv[ant] à nous faire croire à un futur terrifiant en quelques pages [...]. »

## Adaptations dans d'autres médias

### Télévision
- L'histoire a été adaptée en 1993 dans la série animée X-Men.
- Dans la série d'animation Wolverine et les X-Men, la saga est racontée dans le même arc narratif que celle de La Saga du Phénix Noir. La modification de ce futur entraînera la naissance de l'Ère d'Apocalypse.
- Dans la série animée The Super Hero Squad Show, l’épisode « Days, Nights and Week-Ends of Future Past » fait référence à l'histoire.

### Cinéma
- Le réalisateur Bryan Singer adapte l'histoire dans le film X-Men: Days of Future Past (2014), suite du film X-Men : Le Commencement (2011).